# 椎名可憐
椎名可憐（1966年5月25日—），日本作詞家。主要以動畫及聲優的樂曲為主，與STARCHILD的業務關係密切。

## 作詞
- 田村由香里
  - 《Little Wish 〜lyrical step〜》（動畫《魔法少女奈葉》片尾曲）
  - 《Beautiful Amulet》（動畫《魔法少女奈葉StrikerS》片尾曲）
- 堀江由衣
  - （動畫《犬神!》片頭曲）
本曲是堀江由衣首次打入Oricon前五名的單曲作品。
- 茅原實里
  - Peace of mind〜人魚的細語（《茅原實里的radio minorhythm》初代片尾曲）

## 外部連結
- （日語） Happy happy*rice shower （页面存档备份，存于），網誌。